# Margit Borgström
Margit Kristina Borgström, född Johansson den 19 januari 1948, är en svensk TV-programledare. Hon var programledare 1973–1983 för "Hela kyrkan sjunger", ett TV-program med kristen sång och musik som sändes från Filadelfiakyrkan i Umeå, producerat av Siewert Öholm. Serien var oerhört populär.
Borgström växte upp i Söderåkra i Småland. Hon utbildade sig vid musiklinjen på Framnäs folkhögskola i Piteå 1965–1970. Hon är gift med Rolf Borgström.
Borgström representerade Kristdemokrater i Svenska kyrkan i kyrkomötet, under mandatperioden 2014–2017.

### Fotnoter
1. ↑  Mikaela Roxenmo Espinola (17 januari 2018). ”Musiken har alltid funnits vid hennes sida” (på svenska). Upsala nya tidning. https://www.unt.se/familj/musiken-har-alltid-funnits-vid-hennes-sida-4872571.aspx. Läst 20 november 2019.